# Orlando Open II 2021
L'Orlando Open II 2021 è stato un torneo di tennis professionistico giocato su campi in cemento all'aperto. È stata la quarta edizione del torneo (la seconda del 2021) e faceva parte della categoria Challenger 80 nell'ambito dell'ATP Challenger Tour 2021. Si è svolto allo USTA National Campus di Orlando, negli Stati Uniti, dal 7 al 13 giugno 2021.

## Partecipanti

### Teste di serie
| Nazionalità   | Giocatore         | Ranking* | Testa di serie |
| ------------- | ----------------- | -------- | -------------- |
| Giappone      | Yasutaka Uchiyama | 115      | 1              |
| Taipei cinese | Jason Jung        | 160      | 2              |
| Stati Uniti   | Jenson Brooksby   | 163      | 3              |
| Italia        | Paolo Lorenzi     | 167      | 4              |
| Ecuador       | Emilio Gómez      | 179      | 5              |
| Stati Uniti   | Ernesto Escobedo  | 188      | 6              |
| Argentina     | Guido Andreozzi   | 200      | 7              |
| Stati Uniti   | Mitchell Krueger  | 207      | 8              |

* Ranking al 31 maggio 2021.

### Altri partecipanti
I seguenti giocatori hanno ricevuto una wild card per il tabellone principale:
- Oliver Crawford
- Sam Riffice
- Donald Young

I seguenti giocatori sono passati dalle qualificazioni:
- Dayne Kelly
- Stefan Kozlov
- Nicolás Mejía
- Thiago Agustín Tirante

## Punti e montepremi
| Torneo    | Torneo              | V     | F     | SF    | QF    | 2T  | 1T  | Q | Q2  | Q1  |
| Singolare | Punti               | 80    | 48    | 29    | 15    | 7   | 0   | 4 | 1   | 0   |
| Singolare | Premi in denaro ($) | 7 200 | 4 240 | 2 510 | 1 460 | 860 | 520 | – | 260 | 130 |
| Doppio    | Punti               | 80    | 48    | 29    | 15    | –   | 0   | – | –   | –   |
| Doppio    | Premi in denaro ($) | 3 100 | 1 800 | 1080  | 640   | –   | 360 | – | –   | –   |

## Campioni

### Singolare
Christopher Eubanks ha sconfitto in finale  Nicolás Mejía con il punteggio di 2-6, 7-6(3), 6-4.

### Doppio
Christian Harrison /  Peter Polansky hanno sconfitto in finale  JC Aragone /  Nicolás Barrientos con il punteggio di 6-2, 6-3.